# Kishanganj
Kishanganj là một thành phố và khu đô thị của quận Kishanganj thuộc bang Bihar, Ấn Độ.

## Địa lý
Kishanganj có vị trí 25°42′B 86°57′Đ / 25,7°B 86,95°Đ Nó có độ cao trung bình là 42 mét (137 feet).

## Nhân khẩu
Theo điều tra dân số năm 2001 của Ấn Độ, Kishanganj có dân số 85.494 người. Phái nam chiếm 54% tổng số dân và phái nữ chiếm 46%. Kishanganj có tỷ lệ 53% biết đọc biết viết, thấp hơn tỷ lệ trung bình toàn quốc là 59,5%: tỷ lệ cho phái nam là 60%, và tỷ lệ cho phái nữ là 44%. Tại Kishanganj, 18% dân số nhỏ hơn 6 tuổi.